# Native API
Die Native API ist eine der Programmierschnittstellen (API) von Windows NT. Diese WinAPI wird beispielsweise während des Hochfahren verwendet, solange Windows-Subsysteme oder andere WinAPIs wie Win32 noch nicht verfügbar sind. 

## Weitere Einzelheiten
Die Native API in Windows NT dient unter anderem zur Kommunikation der Subsysteme mit dem Kernel ntosrknl.exe, wird aber auch in Situationen benötigt, in denen die Subsysteme nicht verfügbar sind, etwa beim Systemstart oder bei Gerätetreibern. Einige Funktionen der mitgelieferten API werden über die Bibliothek ntdll.dll im Benutzermodus bereitgestellt, sodass sie auch normalen Programmen zur Verfügung stehen. Die mitgelieferte API bietet einige Funktionen, die in der Win32-API nicht verfügbar sind.
Das Driver Development Kit für Windows bietet die Möglichkeit, Anwendungen speziell für die mitgelieferte API zu entwickeln. Diese können unter normalen Umständen unter Windows nicht ausgeführt werden und werden nur in seltenen Situationen verwendet, etwa bei der Überprüfung der Systempartition auf Fehler während des Systemstarts.